# Franzenshöhe
Die Franzenshöhe (vom Volksmund als Kalter Muff bezeichnet) ist eine 702,8 m hohe bewaldete Erhebung auf der Geyerschen Hochfläche im Erzgebirge. Die Erhebung besteht hauptsächlich aus Paragneisen. Bis auf einige Quellbereiche nördlich der Franzenshöhe, wo Humus-Staugley vorherrscht, ist die Erhebung ausschließlich von Gneis-Braunerden bedeckt.

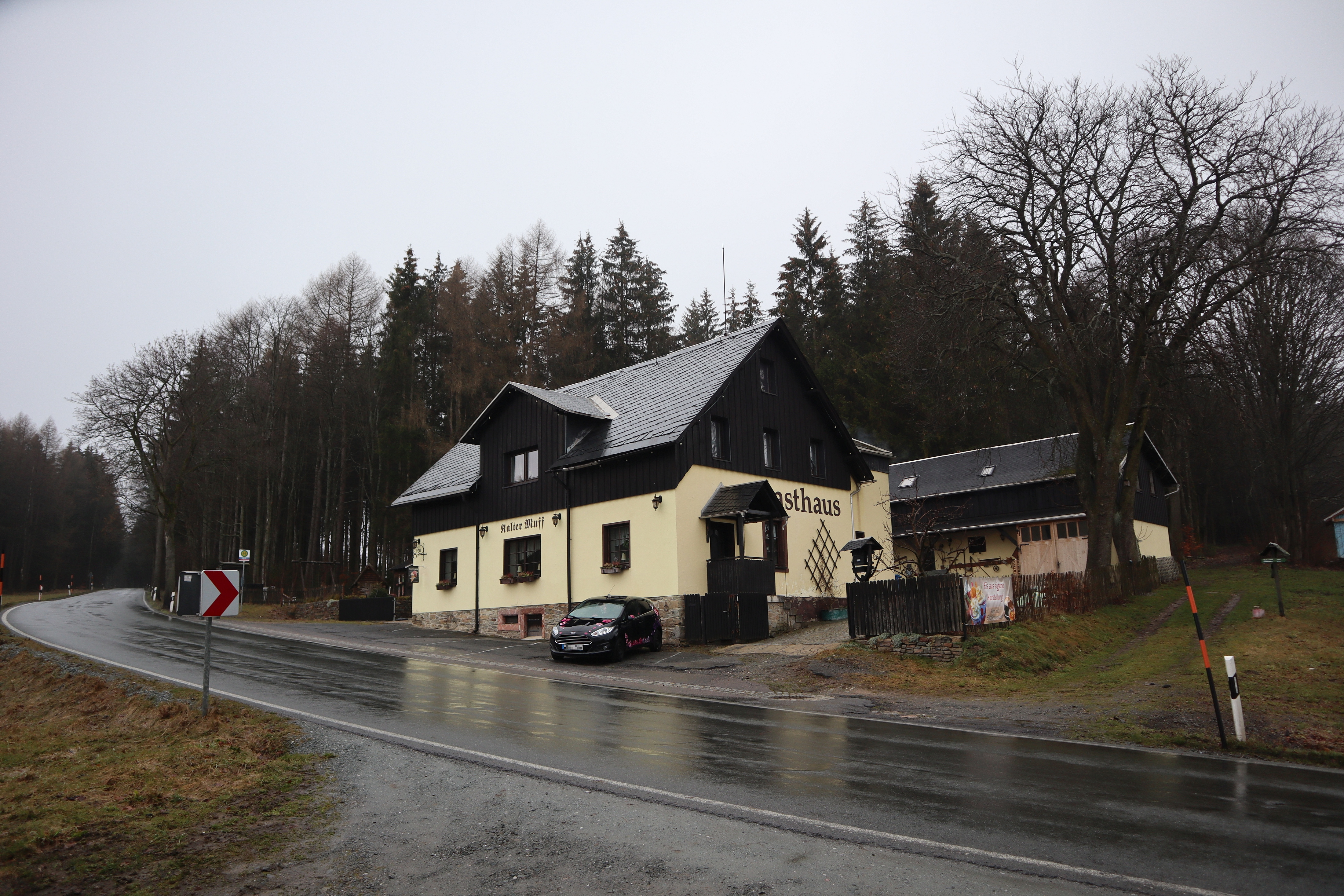
Der kalte Muff

Die in WSW-ENE-Richtung nördlich an der Franzenshöhe vorbeiführende S 222 heißt ab der Einmündung der Seifentalstraße in Richtung Falkenbach „Am Kalten Muff“. Dort befindet sich die Gaststätte „Kalter Muff“.